# Selección juvenil de rugby de Rusia
La selección juvenil de rugby de Rusia es el equipo nacional de rugby regulada por la Federación Rusa de Rugby (FRR). La edad de sus integrantes varía según la edad máxima permitida del torneo, hoy compite a nivel continental en M18 y M19; en los mundiales se compite en M20; en 2004 participó por única vez en un mundial M21. Hasta el 1991 compitió la selección juvenil soviética (URSS).

## Uniforme
El uniforme de la selección juvenil es igual a la de mayores, camiseta roja con franjas finas blancas y azules; el uniforme alternativo por lo general es de camiseta blanca con el mismo patrón. Tanto los shorts como las medias son rojas o blancas.

## Participación en copas
| - Italia 2002: 11º puesto - Francia 2003: 12º puesto - Francia 2000: 3º puesto - Chile 2001: 2º puesto - Sudáfrica 2004: 6º puesto - Sudáfrica 2005: 9º puesto - EAU 2006: 8º puesto - Irlanda del Norte 2007: 10º puesto - Escocia 2004: 11º puesto - no ha participado | - Rusia 2010: 3º puesto - Georgia 2011: 6º puesto - Estados Unidos 2012: 8º puesto (último) - Portugal 2007: 3° puesto - Polonia 2008: 3° puesto - Portugal 2009: 4° puesto - Bélgica 2010: 2° puesto - Rumania 2011: 2° puesto - Portugal 2012: 6° puesto (último) - Portugal 2013: 6° puesto - Portugal 2014: 4° puesto - Portugal 2015: 4° puesto - Rumania 2017: 3º puesto - Portugal 2018: 3º puesto - Portugal 2019: 6º puesto - Portugal 2021: 3º puesto - Portugal 2022: No participó - República Checa 2023: No participó |